# Shadertoy
 (mai 2021).
Shadertoy est un site web multi-navigateur permettant la visualisation et le partage de shaders en langage GLSL, des technologies de rendu 3d, développées au sein d'OpenGL et calculées par des processeurs spécialisés au sein de processeurs géométriques 3D.

## Compatibilité
- Le logiciel GTK4-Demo servant à des démonstrations et exemples technique de GTK4 contient un lecteur compatible Shadertoy[1].
- Le logiciel de montage vidéo non-linéaire libre Natron, comporte dans son système de nœuds un élément compatible avec Shadertoy[2]..
- Le lecteur multimédia Kodi comporte un add-on appelé « visualization-shadertoy » permettant de lire des effets compatibles avec Shadertoy en fond d'écran lors de la lecture de musique ou dans l'interface de navigation.